# François Méthot
Pour les articles homonymes, voir Méthot.
François Méthot (né le 26 avril 1978 à Montréal, Québec) est un joueur professionnel canadien de hockey sur glace.

## Carrière
Méthot joue dans la Ligue de hockey junior majeur du Québec avec le Laser de Saint-Hyacinthe. En 1996, il est choisi au cours du repêchage d'entrée dans la LNH par les Sabres de Buffalo. Après deux années de plus dans la ligue junior québécoise, l'attaquant intègre un club-école.
Il joue pendant cinq ans dans les Americans de Rochester en Ligue américaine de hockey, plus une saison avec les Pirates de Portland. Ne parvenant pas à atteindre l'élite nord-américaine, il se tourne vers l'Europe. Il arrive dans le championnat allemand dans le Augsburger Panther puis les Ice Tigers de Nuremberg. Il est à chaque fois le meilleur marqueur de son équipe avec 40 points au cours de la saison. En 2006, il signe avec les Adler Mannheim et remporte à la fin de cette saison le championnat et la Coupe. Il est encore une fois le meilleur marqueur de son équipe.
En mai 2011, il s'engage avec les Krefeld Pinguine pour une seule saison. Il renouvelle son contrat pour deux ans et est nommé capitaine assistant. Lors de la saison 2013-2014, il joue trente-trois matchs puis se retire à cause d'une blessure.
En décembre 2014, Krefeld annonce la résiliation immédiate du contrat avec Méthot. L'attaquant signe alors pour l'EHC Munich.